# Gabriel Geay
Gabriel Gerald Geay (* 10. September 1996 in Madunga, Distrikt Babati) ist ein tansanischer Leichtathlet, der im Mittel- und Langstreckenlauf an den Start geht.

## Sportliche Laufbahn
Erste internationale Erfahrungen sammelte Gabriel Geay 2015 bei den Juniorenafrikameisterschaften in Addis Abeba, bei denen er im 5000-Meter-Lauf in 14:59,87 min den vierten Platz belegte. Bei den Crosslauf-Weltmeisterschaften 2017 in Kampala gelangte er nach 29:47 min auf Rang 22 und zwei Jahre später wurde er bei den Crosslauf-Weltmeisterschaften 2019 in Aarhus nach 36:16 min 88. Anschließend nahm er erstmals an den Afrikaspielen in Rabat teil und belegte dort im 1500-Meter-Lauf in 3:39,29 min den sechsten Platz. 2020 siegte er in 1:04:28 h beim NBC Half Marathon in Dodoma und im Jahr darauf wurde er beim Kilimanjaro Premium Lager Marathon in 1:03:18 h Zweiter. Zudem startete er im Marathon bei den Olympischen Sommerspielen, der abweichend in Sapporo stattfand und kam dort nicht ins Ziel.
2022 belegte er bei den Weltmeisterschaften in Eugene mit 2:07:31 h den siebten Platz im Marathonlauf und im Dezember stellte er beim Valencia-Marathon mit 2:03:00 h einen neuen Landesrekord auf. 2024 musste er sein Rennen bei den Olympischen Sommerspielen in Paris vorzeitig beenden.
2018 wurde Geay tansanischer Meister im 800- und 1500-Meter-Lauf sowie 2020 über 5000 Meter.

## Persönliche Bestleistungen
- 800 Meter: 1:50,00 min, 15. Dezember 2018 in Arusha
- 1500 Meter: 3:39,29 min, 30. August 2019 in Rabat
- 5000 Meter: 13:20,35 min, 5. Mai 2017 in Palo Alto
- 10.000 Meter: 28:04,98 min, 11. Juni 2016 in Portland
- 10-km-Straßenlauf: 27:49 min, 25. Juni 2023 in Boston
- Halbmarathon: 59:42 min, 19. Januar 2020 in Houston
- Marathon: 2:03:00 h, 4. Dezember 2022 in Valencia (tansanischer Rekord)